# Son triomphe
Pour plus de détails, voir Fiche technique et Distribution.
Son triomphe (Social Briars) est un film muet américain réalisé par Henry King, sorti en 1918.

## Synopsis
Dans la petite ville de Dalton, Iris Lee est élevée par Martha Kane, une amie de sa mère décédée. Lorsqu'elle devient adulte, Jim, le fils de Martha, en tombe amoureux. Comme Iris ne lui rend pas son amour, Mme Kane la traite si froidement qu'Iris décide de quitter l'étouffant petit village pour la métropole. Lors de son voyage, elle est prise en voiture par Jack Andrews, mais, comme il essaye de l'embrasser, elle préfère continuer le voyage à pied.
Alors qu'elle chante dans le chœur d'une église de la grande ville, elle est découverte par Peter, le riche père de Jack, qui la recommande comme soliste. Helen Manning, une star de l'opérette qui a aidé Iris à travailler sa voix, se querelle avec son agent, et Iris est proposée pour la remplacer. Le soir de la première, Jack, saoul, fait irruption dans sa loge et lui propose de la ramener chez elle. Bouleversée, Iris retourne dans son village, mais Jack qui, plein de remords, a arrêté de boire pour travailler dans l'entreprise de son père, la suit à Dalton. Finalement convaincue, Iris accepte de l'épouser.

## Fiche technique
- Titre français : Son triomphe
- Titre original : Social Briars
- Réalisation : Henry King
- Scénario : Edward Sloman, d'après une nouvelle de Jeanne Judson
- Photographie : Ira H. Morgan
- Sociétés de production : American Film Company, Hallmark Pictures Corporation
- Société de distribution : Mutual Film Corporation
- Pays de production :  États-Unis
- Langue : anglais
- Format : Noir et blanc - 35 mm - 1,37:1 - Muet
- Genre : Comédie dramatique
- Durée : 5 bobines
- Date de sortie :
  - États-Unis : 13 mai 1918

## Distribution
- Mary Miles Minter : Iris Lee
- Allan Forrest : Jack Andrews
- Anne Schaefer : Martha Kane
- Edmund Cobb : Jim Kane
- George Periolat : Peter Andrews
- Claire Du Brey : Helen Manning
- Milla Davenport : Mme Brown
- Jacob Abrams : M. Brown
- Frank Whitson : Franklin